# George Stevens
Pour les articles homonymes, voir Stevens.
George Cooper Stevens est un réalisateur, producteur, scénariste et directeur de la photographie américain, né le 18 décembre 1904 à Oakland et mort le 8 mars 1975 à Lancaster.
Réalisateur prolifique, il laisse comme films notables Une place au soleil (1951), L'Homme des vallées perdues (1953), Géant (1956) et Le Journal d'Anne Frank (1959). Alors que plusieurs de ses œuvres sont nommées ou récompensés aux Oscars, il est lui-même par deux fois récompensé par l'Oscar du meilleur réalisateur, en 1952 pour Une place au soleil et en 1957 pour Géant.

## Biographie

### Famille

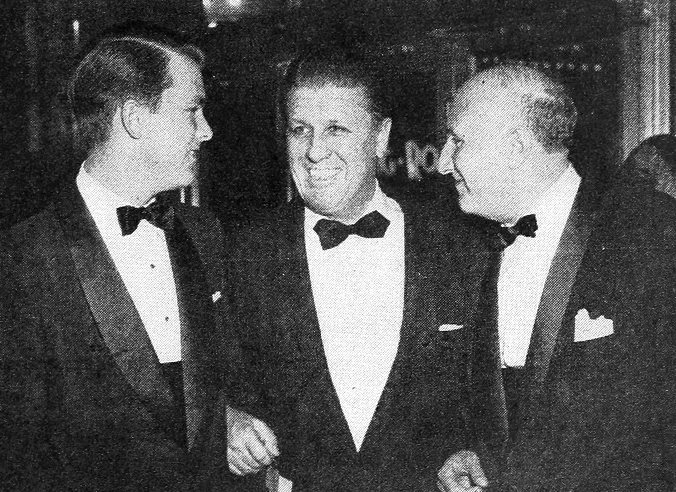
Avec son fils Georges Stevens Jr. et Dimitri Tomkin

George Stevens, est né d'une famille d'acteurs de théâtre: Landers Stevens et Georgie Cooper qui avaient leur propre troupe de théâtre, la Ye Liberty Playhouse, à Oakland.  Il se marie deux fois : d'abord avec Yvonne Howell (en) de 1930 à 1947, puis avec Joan McTavish de 1968 jusqu'à sa mort.
De son premier mariage naît George Stevens Jr., qui devient par la suite producteur, scénariste et réalisateur. En 1984, il tourne un film en hommage à son père George Stevens: A Filmmaker's Journey,,.

### Débuts de carrière
George Cooper Stevens,,,,,,, commence sa carrière comme directeur de la photographie du Hal Roach Studio's sur de nombreux courts métrages de Laurel et Hardy et collabore notamment avec Leo McCarey et James Parrott.

### Le réalisateur de films à succès

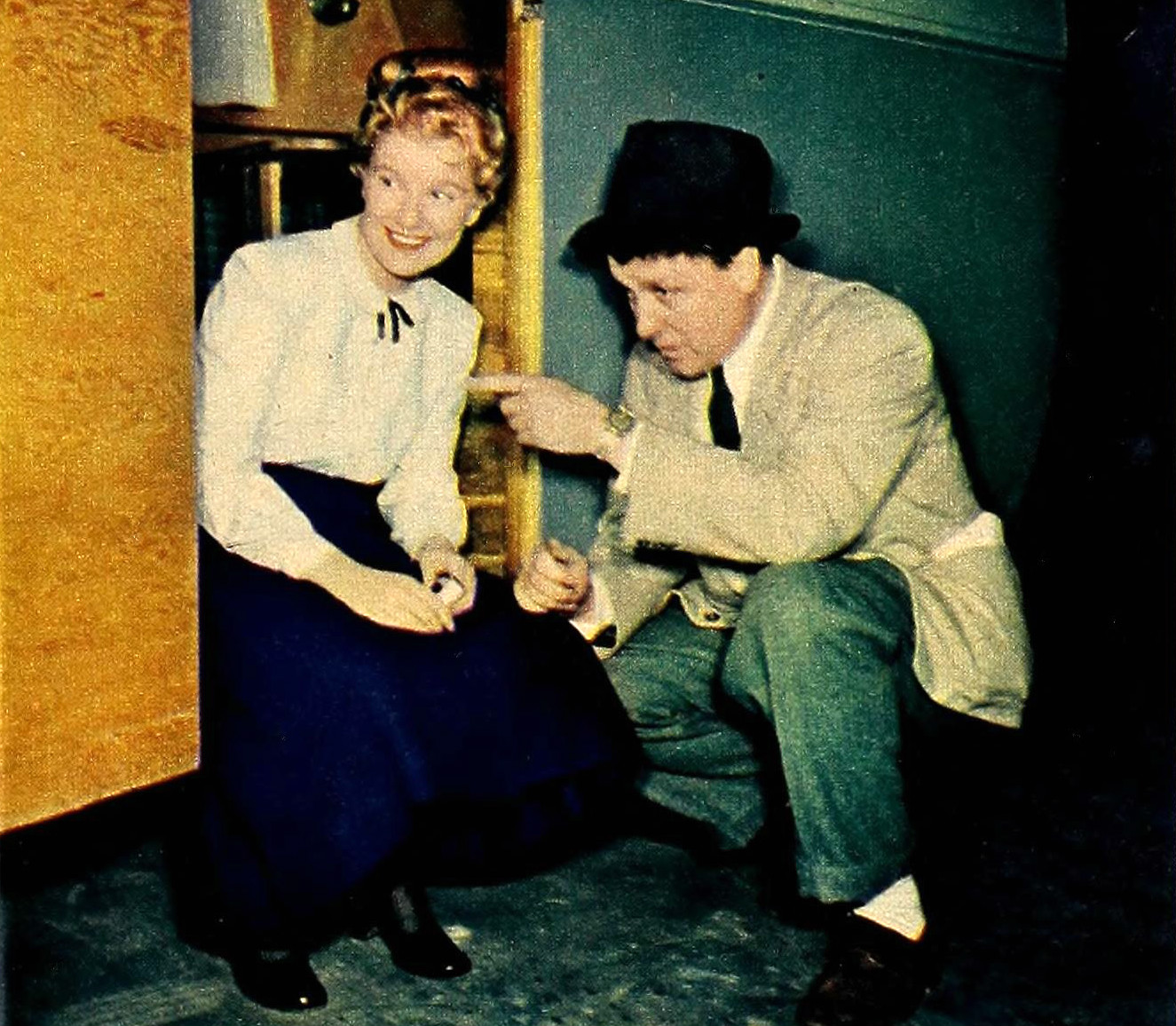
George Stevens et Barbara Bel Geddes lors du tournage de Tendresse (I Remember Mama)

En 1935, Katharine Hepburn fit appel à lui pour diriger son film, Désirs secrets (Alice Adams) d'après le roman de Booth Tarkington; c'est le début du succès en tant que réalisateur. Deux ans plus tard en 1937, Stevens dirigea à nouveau Katharine Hepburn dans une adaptation de la pièce de théâtre de J.M.Barrie, Pour un baiser (Quality Street). Sa collaboration avec Katharine Hepburn s'achève en 1941, par le tournage de La Femme de l'année (Woman of the Year) avec Spencer Tracy, premier film que les deux acteurs ont fait ensemble.
Toujours en 1935, il réalise un film La Gloire du cirque (Annie Oakley) avec Barbara Stanwyck dans le rôle principal.
En 1936, il tourne l'un des meilleurs films du couple Fred Astaire-Ginger Rogers, Sur les ailes de la danse (Swing Time). En 1937, toujours avec Fred Astaire en compagnie de Joan Fontaine, George Burns et Gracie Allen, il réalise le film Une demoiselle en détresse (A Damsel in Distress) sur une musique de George Gershwin.
En 1939, il réalise et produit un film Gunga Din, d'après un poème de Rudyard Kipling, avec Cary Grant, Joan Fontaine, Victor McLaglen, Douglas Fairbanks Jr.
Avant de s'engager dans l'armée, il tourne trois nouveaux succès La Chanson du passé (Penny Serenade), La Femme de l'année (Woman of the Year ) et déjà cité, Plus on est de fous (The More the Merrier).

### Le documentariste de la Seconde Guerre mondiale
Comme d'autres anti-nazis, il quitte sa carrière pour s'engager, lors de la Seconde Guerre mondiale, dans les services cinématographiques de l'armée américaine avec le grade de Lieutenant Colonel. Il participe à la production de films destinés à l'instruction des GI's, souvent mal préparés au début de la participation des États-Unis à la Seconde Guerre mondiale. Il filme le débarquement de Normandie et également la libération du camp de concentration de Dachau,,,, ce qui le marquera durablement, ; selon l'éditeur François Guérif, « Stevens a été massacré par cette expérience et ne s'en est jamais remis ». Certains extraits seront projetés lors du procès de Nuremberg,,. Parallèlement, il tourne un journal intime ayant pour objet cette période. Ces bobines, au nombre de 14, resteront inconnues jusqu'à son décès ; c'est son fils, George Stevens Jr., qui les découvre en explorant le grenier de la résidence son père.

### Retour à Hollywood et fin
Revenu aux États-Unis, il fonde avec William Wyler et Frank Capra la société de production Liberty Film, qui fait faillite en 1948.
George Stevens retourne à la comédie et avec Irene Dunne, il réalise en 1948 Tendresse (I Remember Mama), adaptation du roman Mama's Bank Account de Kathryn Forbes. George Stevens y fait preuve de sa maestria; c'est le succès, un succès qui couvre un budget de 3 millions de dollars.
Puis il est engagé par la Paramount, pour laquelle il réalise trois films. Il met d'abord en scène Une place au soleil (A Place in the Sun), adaptation du roman Une tragédie américaine de Theodore Dreiser, avec trois grands acteurs : Montgomery Clift, Elizabeth Taylor et Shelley Winters ; le film remporte six Oscars, dont ceux du meilleur réalisateur et du meilleur scénario adapté. Il tourne ensuite L'Ivresse et l'Amour (Something to Live For), avec Joan Fontaine. Enfin, il est derrière l'un des westerns les plus remarquables, L'Homme des vallées perdues (Shane), d'après le roman de Jack Schaefer, avec Alan Ladd. L'Homme des vallées perdues est inscrit au National Film Registry de la Bibliothèque du Congrès en 1993, pour « son importance culturelle, historique ou esthétique ».
La Warner Bros l'engage, pour laquelle il tourne, en 1956, le film Géant (Giant),,, adaptation du roman d'Edna Ferber, avec en vedette Elizabeth Taylor, Rock Hudson, et James Dean, dont ce fut le dernier rôle avant son décès à la suite d'un accident automobile.

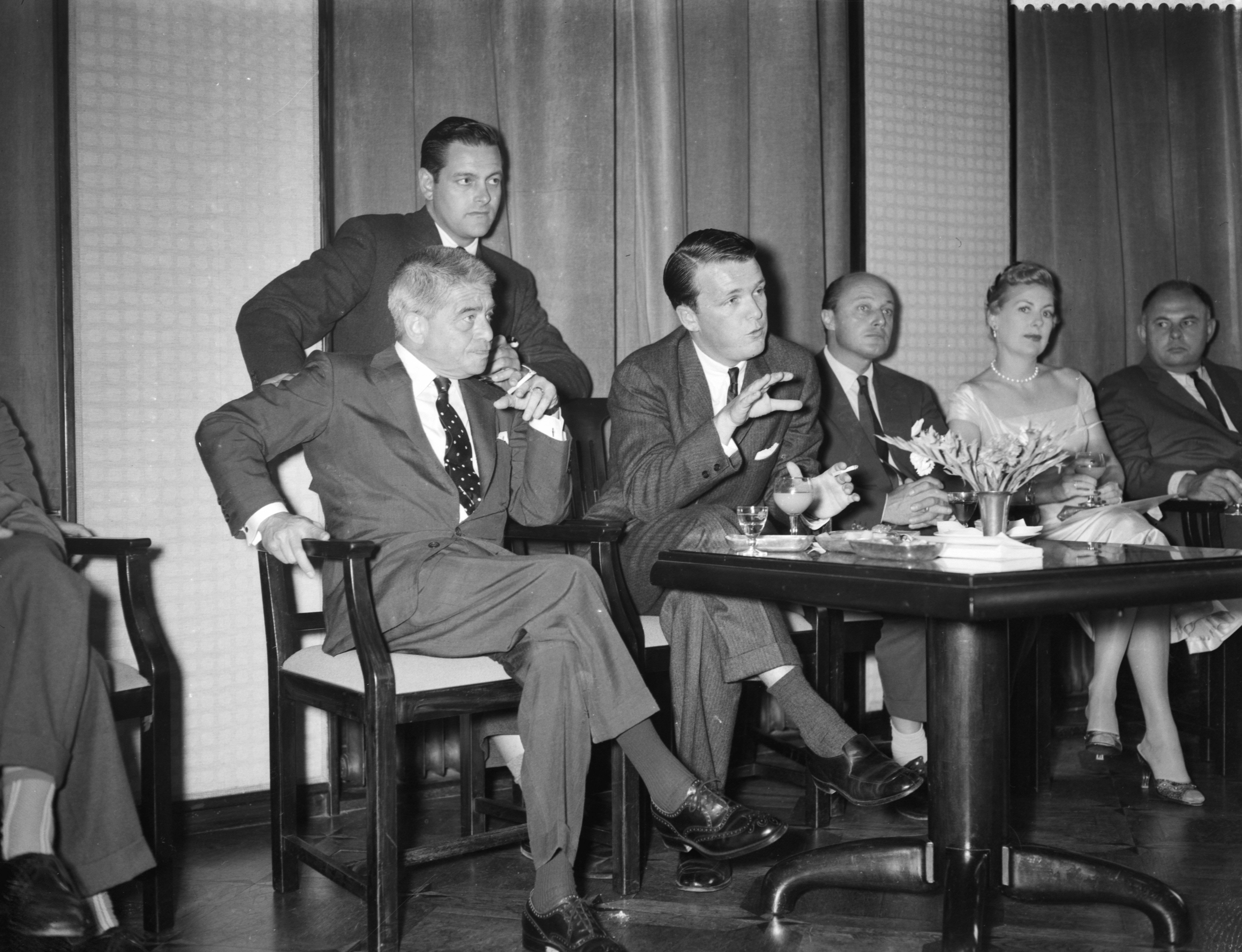
George Stevens lors d'une conférence de presse à l'Amstel Hotel, le 14 juillet 1958, à propos du film Le Journal d'Anne Frank alors bientôt tourné à Amsterdam.

La Twentieth Century Fox, ayant obtenu les droits pour l'adaptation de la pièce de théâtre de Frances Goodrich et Albert Hackett, Le Journal d'Anne Frank (The Diary of Anne Frank), fait appel à George Stevens pour réaliser le film, qui sortira en 1959, avec en vedette Millie Perkins, Joseph Schildkraut et Shelley Winters. Le Journal d'Anne Frank remporte trois Oscars et demeure son dernier grand succès.
Il se lance dans une super production pour l'United Artists relatant la vie de Jésus Christ d'après un roman de Fulton Oursler, La Plus Grande Histoire jamais contée (The Greatest Story Ever Told). Le film, d'une durée de quatre heures et malgré une distributions prestigieuse — Max von Sydow, Carroll Baker, José Ferrer, Charlton Heston, Martin Landau, Angela Lansbury, David McCallum , Donald Pleasence, Sidney Poitier, Joseph Schildkraut, Telly Savalas, John Wayne… —, est un échec.
Il tourne un dernier film Las Vegas, un couple (The Only Game in Town) qui sort en 1970 et s'avère être un nouvel échec, malgré la présence d'Elizabeth Taylor et de Warren Beatty.
Amer, Georges Stevens se retire du cinéma et le 8 mars 1975, il meurt des suites d'un infarctus dans son ranch à Lancaster (Californie). George Stevens repose au Forest Lawn Memorial Park (Hollywood Hills) de Los Angeles. Ses archives sont consultables à la Margaret Herrick Library (en).

## Filmographie

### Comme directeur de la photographie
- 1923 : Laurel dans la jungle (Roughest Africa) de Ralph Ceder
- 1924 : Battling Orioles de Fred Guiol et Ted Wilde
- 1924 : The White Sheep de Hal Roach
- 1925 : Looking for Sally de Leo McCarey
- 1925 : Black Cyclone de Fred Jackman
- 1925 : No Man's Law de Del Andrews
- 1926 : The Devil Horse de Fred Jackman
- 1926 : The Desert's Toll de Clifford Smith
- 1927 : The Valley of Hell (en) de Clifford Smith
- 1927 : En plein méli-mélo (Slipping Wives) de Fred Guiol
- 1927 : The Honorable Mr. Buggs de Fred Jackman
- 1927 : Sans loi (No Man's Law) de Fred Jackman
- 1927 : Lightning de James C. McKay
- 1927 : Poursuite à Luna-Park (Sugar Daddies) de Fred Guiol et Leo McCarey
- 1927 : The Girl From Gay Paree de Phil Goldstone et Arthur Gregor
- 1927 : Les Forçats du pinceau (The Second 100 Years) de Fred Guiol
- 1927 : Un ancien flirt (Love 'Em and Weep) de Fred Guiol
- 1927 : Mon neveu l’Écossais (Putting Pants on Philip) de Clyde Bruckman
- 1927 : Love 'Em and Feed 'Em de Clyde Bruckman
- 1927 : La Bataille du siècle (The Battle of the Century) de Clyde Bruckman
- 1928 : Pass the Gravy de Fred Guiol et Leo McCarey
- 1928 : Laissez-nous rire (Leave 'Em Laughing) de Clyde Bruckman
- 1928 : Laurel et Hardy constructeurs (The Finishing Touch) de Clyde Bruckman et Leo McCarey
- 1928 : Came the Dawn d'Arch Heath et Leo McCarey
- 1928 : Blow by Blow de Leo McCarey
- 1928 : Tell It to the Judge de Leo McCarey et Hal Yates
- 1928 : La Minute de vérité (Their Purple Moment) de James Parrott
- 1928 : Should Women Drive? de Leo McCarey
- 1928 : Un homme à boue (Should Married Men Go Home?) de James Parrott et Leo McCarey
- 1928 : Le valet casse tout (Early to Bed) de Emmett J. Flynn
- 1928 : Do Gentlemen Snore? de Leo McCarey
- 1928 : All Parts d'Hal Yates
- 1928 : V'là la flotte (Two Tars) de James Parrott
- 1928 : Feed 'em and Weep de Fred Guiol et Leo McCarey
- 1929 : Vive la liberté (Liberty) de Leo McCarey
- 1929 : Y a erreur ! (Wrong Again) de Leo McCarey
- 1929 : C'est ma femme (That's My Wife) de Lloyd French
- 1929 : Œil pour œil (Big Business) de James W. Horne et Leo McCarey
- 1929 : On n'a pas l’habitude (Unaccustomed As We Are) de Lewis R. Foster et Hal Roach
- 1929 : Hurdy Gurdy de Leo McCarey
- 1929 : Son Altesse Royale (Double Whoopee) de Lewis R. Foster
- 1929 : La flotte est dans le lac (Men O'War) de Lewis R. Foster
- 1929 : Ils vont faire boum ! (They Go Boom!) de James Parrott
- 1929 : Une saisie mouvementée (Bacon Grabbers)
- 1929 : Derrière les barreaux (The Hoose-Gow) de James Parrott
- 1929 : Un amour de chèvre (Angora Love) de Lewis R. Foster
- 1930 : La Vida nocturna de James Parrott
- 1930 : Radiomanía de James Parrott
- 1930 : Noche de duendes de James Parrott
- 1930 : Ladrones de James Parrott
- 1930 : Les Deux Cambrioleurs (Night Owls) de James Parrott
- 1930 : Quelle bringue ! (Blotto) de James Parrott
- 1930 : Les Bons Petits Diables (Brats) de James Parrott
- 1930 : En dessous de zéro (Below Zero) de James Parrott
- 1930 : La Maison de la peur (The Laurel-Hardy Murder Case) de James Parrott
- 1930 : Doctor's Orders d'Arch Heath
- 1930 : Bigger and Better d'Edgar Kennedy

### Comme réalisateur
- 1930 : Ladies Last
- 1931 : Blood and Thunder
- 1931 : High Gear
- 1931 : Air-Tight
- 1931 : Call a Cop!
- 1931 : Mama Loves Papa
- 1931 : The Kickoff
- 1932 : Who, Me?
- 1932 : The Finishing Touch - également scénariste
- 1932 : Boys Will Be Boys
- 1933 : A Divorce Courtship
- 1933 : Family Troubles - également scénariste
- 1933 : Rock-a-Bye Cowboy - également scénariste
- 1933 : Should Crooners Marry
- 1933 : The Cohens and Kellys in Trouble (en)
- 1933 : Room Mates
- 1933 : Quiet Please! - également scénariste
- 1933 : Flirting in the Park - également scénariste
- 1933 : What Fur - également scénariste
- 1933 : Grin and Bear It - également scénariste
- 1934 : Ocean Swells
- 1934 : The Undie-World
- 1934 : Kentucky Kernels
- 1934 : Cracked Shots
- 1934 : Hollywood Party de Roy Rowland (non crédité)
- 1934 : Bachelor Bait
- 1935 : Hunger Pains
- 1935 : Laddie
- 1935 : The Nitwits - également scénariste
- 1935 : Désirs secrets (Alice Adams)
- 1935 : La Gloire du cirque (Annie Oakley)
- 1936 : Sur les ailes de la danse (Swing Time)[46]
- 1937 : Pour un baiser (Quality Street)
- 1937 : Une demoiselle en détresse (A Damsel in Distress)
- 1938 : Mariage incognito (Vivacious Lady) - également producteur
- 1939 : Gunga Din - également producteur
- 1940 : L'Angoisse d'une nuit (Vigil in the Night) - également producteur
- 1941 : La Chanson du passé (Penny Serenade) - également producteur
- 1942 : La Femme de l'année (Woman of the Year)
- 1942 : La Justice des hommes (The Talk of the Town) - également producteur
- 1943 : Plus on est de fous (The More the Merrier) - également producteur
- 1945 : That Justice Be Done (en) (documentaire)
- 1945 : Nazi Concentration Camps (en) (documentaire)
- 1948 : La Folle Enquête (On Our Merry Way) de Leslie Fenton et King Vidor (non crédité)
- 1948 : Tendresse (I remember Mama) - également producteur
- 1951 : Une place au soleil (A Place in the Sun) - également producteur
- 1952 : L'Ivresse et l'Amour (Something to Live For) - également producteur
- 1953 : L'Homme des vallées perdues (Shane) - également producteur
- 1956 : Géant (Giant) - également producteur
- 1959 : Le Journal d'Anne Frank (The Diary of Anne Frank) - également producteur
- 1965 : La Plus Grande Histoire jamais contée (The Greatest Story Ever Told) - également scénariste et producteur
- 1970 : Las Vegas, un couple (The Only Game in Town)

### Comme scénariste
- 1930 : Doctor's Orders, court-métrage d'Arch Heath
- 1932 : Yoo-Hoo, court-métrage de James W. Horne
- 1932 : Hesitating Love, de James W. Horne
- 1933 : Hunting Trouble de James W. Horne
- 1933 : The Trail of Vince Barnett de James W. Horne
- 1933 : Alias the Professor de James W. Horne
- 1933 : Pick Me Up de James W. Horne

## Récompenses et distinctions

### Récompenses
- 1938 : Mostra de Venise : prix spécial pour Mariage incognito,
- 1943 : New York Film Critics Circle Awards 1943 : Meilleur réalisateur pour Plus on est de fous
- 1952 : Oscars, mention : Meilleur réalisateur pour Une place au soleil[nb 1],
- 1952 : Prix du Meilleur réalisateur, décerné par la Directors Guild of America (Los Angeles) pour le film : Une place au soleil,
- 1953 : Prix du Meilleur réalisateur, décerné par le NBR - The National Board of Review of Motion Pictures (New York) pour le film : L'homme des vallées perdues,
- 1957 : Oscars, mention Meilleur réalisateur pour Géant[nb 1],
- 1957 : Prix du meilleur réalisateur décerné par la DGA - Directors Guild of America (Los Angeles) pour le film : Géant,
- 1960 : Prix pour l'ensemble de carrière décerné par la DGA - Directors Guild of America (Los Angeles).

### Nominations
- Oscars 1944 : Meilleur réalisateur pour Plus on est de fous[nb 1]
- Golden Globes 1952 : Meilleur réalisateur pour Une place au soleil
- Oscars 1954 : Meilleur réalisateur pour L'Homme des vallées perdues[nb 1]
- Golden Globes 1957 : Meilleur réalisateur pour Géant
- Oscars 1960 : Meilleur réalisateur pour Le Journal d'Anne Frank[nb 1]
- Golden Globes 1960 : Meilleur réalisateur pour Le Journal d'Anne Frank

### Autre hommage
Le 8 février 1960, George Stevens obtient son étoile sur le Hollywood Walk of Fame.